# Transistor Blast: The Best of the BBC Sessions
Transistor Blast: The Best of the BBC Sessions — четырёхдисковый бокс-сет британской рок-группы XTC, выпущенный лейблом Cooking Vinyl в ноябре 1998 года, всего за три месяца до выхода студийного альбома Apple Venus Volume 1.
Треки на первых двух дисках взяты из различных радиосессий группы на BBC, в которых они участвовали в разные годы, в частности, для британских диджеев и радиоведущих Джона Пила и Дэвида Дженсена. Третий и четвёртый диски представляют собой записи концертов, последняя из которых ранее была выпущена под названием BBC Radio 1 Live in Concert, а теперь называется Live in Concert 1980 на стриминговых сервисах, таких как Spotify и Apple Music.
«Вступительная речь» с первого диска — это Энди Партридж, подражающий Джону Пилу.

## История
В начале 1998 года XTC наконец-то освободились от бремени Virgin Records, что позволило им наконец начать записывать и выпускать пластинки. Первым альбомом, вышедшим на рынок, стал не долгожданный сиквел Nonsuch, а Transistor Blast: The Best of the BBC Sessions — четырёхдисковый сборник, вобравший в себя большую часть записей группы на BBC, от White Music до Oranges and Lemons. Было несколько лимитированных релизов этого материала, в частности, на Drums and Wireless, но обычно эти треки не публиковались нигде, кроме бутлегов, а значительная часть треков с этого сборника там даже не появлялась.

## Отзывы
| Оценки критиков | Оценки критиков |
| Источник        | Оценка          |
| --------------- | --------------- |
| AllMusic        | [ 6 ]           |
| Fretplay        | link            |
| Music Box       | link            |
| Q               | link            |

Альбом получил положительные отзывы музыкальной критики и интернет-изданий.
Стивен Томас Эрлевайн из Allmusic отметил, что: «Transistor Blast идеальный релиз для коллекционеров. Однако это нечто большее, поскольку выступления здесь часто бывают захватывающими. По сути, самый ранний материал — а большая его часть относится к периоду до появления страха сцены, то есть от Белой музыки до Английского поселения — может похвастаться аранжировками, идентичными записям, но многие концертные записи пронизаны нервной энергией, что, несомненно, захватывает. Аналогично, акустические аранжировки более поздних песен Skylarking и Oranges and Lemons не обязательно являются откровением, но представляют знакомые песни под новым, желанным углом. Именно в этом и заключается прелесть Transistor Blast: здесь нет ничего необходимого для понимания XTC, но это лишь усиливает восхищение преданного фаната группой».

## Список композиций

### Британский CD: COOKCD152
Все песни написаны Энди Партриджем, если не указано иное.

### Диск 1
Студийные сессии
1. «Opening Speech» — 0:49 [John Peel Show: Recorded 8 October 1979; Aired 15 October 1979]
2. «Life Begins at the Hop» (Colin Moulding) — 4:19 [David «Kid» Jensen Show: Recorded 21 May 1979; Aired 31 May 1979]
3. «Scarecrow People» — 4:13 [Richard Skinner Show: Recorded 16 March 1989; Aired 5 April 1989]
4. «Seagulls Screaming Kiss Her, Kiss Her» — 4:21 [Bruno Brookes Show: Recorded 11 October 1984; Aired 20 November 1984]
5. «Ten Feet Tall» (Moulding) — 2:53 [John Peel Show: Recorded 8 October 1979; Aired 15 October 1979]
6. «Garden of Earthly Delights» — 5:33 [Andy Kershaw Show: Recorded 16 March 1989; Aired 11 June 1989]
7. «Runaways» (Moulding) — 4:41 [David «Kid» Jensen Show: Recorded 14 January 1982; Aired 25 January 1982]
8. «When You’re Near Me I Have Difficulty» — 3:07 [David «Kid» Jensen Show: Recorded 21 May 1979; Aired 31 May 1979]
9. «I’m Bugged» — 3:34 [John Peel Show: Recorded 21 September 1977; Aired 26 September 1977]
10. «Another Satellite» — 4:21 [Sunday Live Show: Recorded and aired 22 February 1987]
11. «You’re the Wish (You Are) I Had» — 3:24 [Bruno Brookes Show: Recorded 11 October 1984; Aired 20 November 1984]
12. «Crosswires» (Moulding) — 2:10 [John Peel Show: Recorded 20 June 1977; Aired 24 June 1977]
13. «Roads Girdle the Globe» — 5:03 [John Peel Show: Recorded 8 October 1979; Aired 15 October 1979]

### Диск 2
Студийные сессии
1. «No Thugs in Our House» — 5:23 [David «Kid» Jensen Show: Recorded 14 January 1982; Aired 25 January 1982]
2. «One of the Millions» (Moulding) — 4:26 [Andy Kershaw Show: Recorded 16 March 1989; Aired 11 June 1989]
3. «Real by Reel» — 3:48 [John Peel Show: Recorded 8 October 1979; Aired 15 October 1979]
4. «The Meeting Place» (Moulding) — 3:08 [Sunday Live Show: Recorded and aired 22 February 1987]
5. «Meccanic Dancing (Oh We Go!)» — 2:36 [John Peel Show: Recorded 13 November 1978; Aired 23 November 1978]
6. «Poor Skeleton Steps Out» — 3:27 [Richard Skinner Show: Recorded 16 March 1989; Aired 5 April 1989]
7. «Into the Atom Age» — 2:27 [John Peel Show: Recorded 21 September 1977; Aired 26 September 1977]
8. «The Rhythm» (Moulding) — 2:55 [John Peel Show: Recorded 13 November 1978; Aired 23 November 1978]
9. «This World Over» — 4:33 [Bruno Brookes Show: Recorded 11 October 1984; Aired 20 November 1984 — actually the 7" version misfiled]
10. «Snowman» — 4:42 [David «Kid» Jensen Show: Recorded 14 January 1982; Aired 25 January 1982]
11. «Danceband» (Moulding) — 2:40 [John Peel Show: Recorded 21 September 1977; Aired 26 September 1977]
12. «Making Plans for Nigel» (Moulding) — 4:06 [David «Kid» Jensen Show: Recorded 21 May 1979; Aired 31 May 1979]
13. «Jason and the Argonauts» — 5:42 [David «Kid» Jensen Show: Recorded 14 January 1982; Aired 25 January 1982]

### Диск 3
1978/79 — записи Live in Concert
1. «Radios in Motion» — 3:21
2. «Crosswires» (Moulding) — 2:06
3. «Science Friction» — 3:34
4. «Statue of Liberty» — 2:58
5. «The Rhythm» (Moulding) — 2:55
6. «I’ll Set Myself on Fire» (Moulding) — 3:27
7. «New Town Animal in a Furnished Cage» — 1:55
8. «All Along the Watchtower» (Bob Dylan) — 5:58
9. «Beatown» — 3:24
10. «This Is Pop?» — 2:37
11. «Dance Band» (Moulding) — 2:49
12. «Neon Shuffle» — 4:32

- Все треки записаны для «Sight & Sound in Concert» в The Hippodrome, Golders Green, Лондон, 9 марта 1978 года, за исключением треков 3, 5 и 9, записанных для «Live in Concert» в Paris Theatre, Лондон, 17 января 1979 года.

### Диск 4
Live in Concert, Hammersmith Palais, 22 декабря 1980
1. «Life Begins at the Hop» (Moulding) — 3:55
2. «Burning with Optimism’s Flames» — 4:29
3. «Love at First Sight» (Moulding) — 3:03
4. «Respectable Street» — 3:52
5. «No Language in Our Lungs» — 4:58
6. «This is Pop» — 2:49
7. «Scissor Man» — 4:58
8. «Towers of London» — 5:13
9. «Battery Brides» — 7:20
10. «Living Through Another Cuba» — 3:29
11. «Generals and Majors» (Moulding) — 4:37
12. «Making Plans for Nigel» (Moulding) — 4:21
13. «Are You Receiving Me?» — 3:16